# Međuriječje, Kolašin
Međuriječje este un sat din comuna Kolašin, Muntenegru. Conform datelor de la recensământul din 2003, localitatea are 114 locuitori (la recensământul din 1991 erau 139 de locuitori).

## Demografie
În satul Međuriječje locuiesc 86 de persoane adulte, iar vârsta medie a populației este de 42,3 de ani (39,9 la bărbați și 45,1 la femei). În localitate sunt 41 de gospodării, iar numărul mediu de membri în gospodărie este de 2,78.
Populația localității este foarte eterogenă.
|  |

| Demografie | Demografie | Demografie |
| An         | Locuitori  | Locuitori  |
| ---------- | ---------- | ---------- |
|            |            |            |
|            |            |            |
|            |            |            |
|            |            |            |
| 1948       | 285        |            |
| 1953       | 279        |            |
| 1961       | 289        |            |
| 1971       | 214        |            |
| 1981       | 208        |            |
| 1991       | 139        | 139        |
| 2003       | 114        | 114        |

| \| Componența etnică conform recensământului din 2003[2] \| Componența etnică conform recensământului din 2003[2] \| Componența etnică conform recensământului din 2003[2] \| Componența etnică conform recensământului din 2003[2] \| Componența etnică conform recensământului din 2003[2] \| \| ----------------------------------------------------- \| ----------------------------------------------------- \| ----------------------------------------------------- \| ----------------------------------------------------- \| ----------------------------------------------------- \| \| \| \| \| \| \| \| Sârbi \| Sârbi \| \| 69 \| 60,52% \| \| Muntenegreni \| Muntenegreni \| \| 42 \| 36,84% \| \| necunoscută \| necunoscută \| \| 0 \| 0% \| |              |  |    |        |
| Componența etnică conform recensământului din 2003 |              |  |    |        |
| |              |  |    |        |
| Sârbi | Sârbi        |  | 69 | 60,52% |
| Muntenegreni | Muntenegreni |  | 42 | 36,84% |
| necunoscută | necunoscută  |  | 0  | 0%     |